# Diagramma entropico

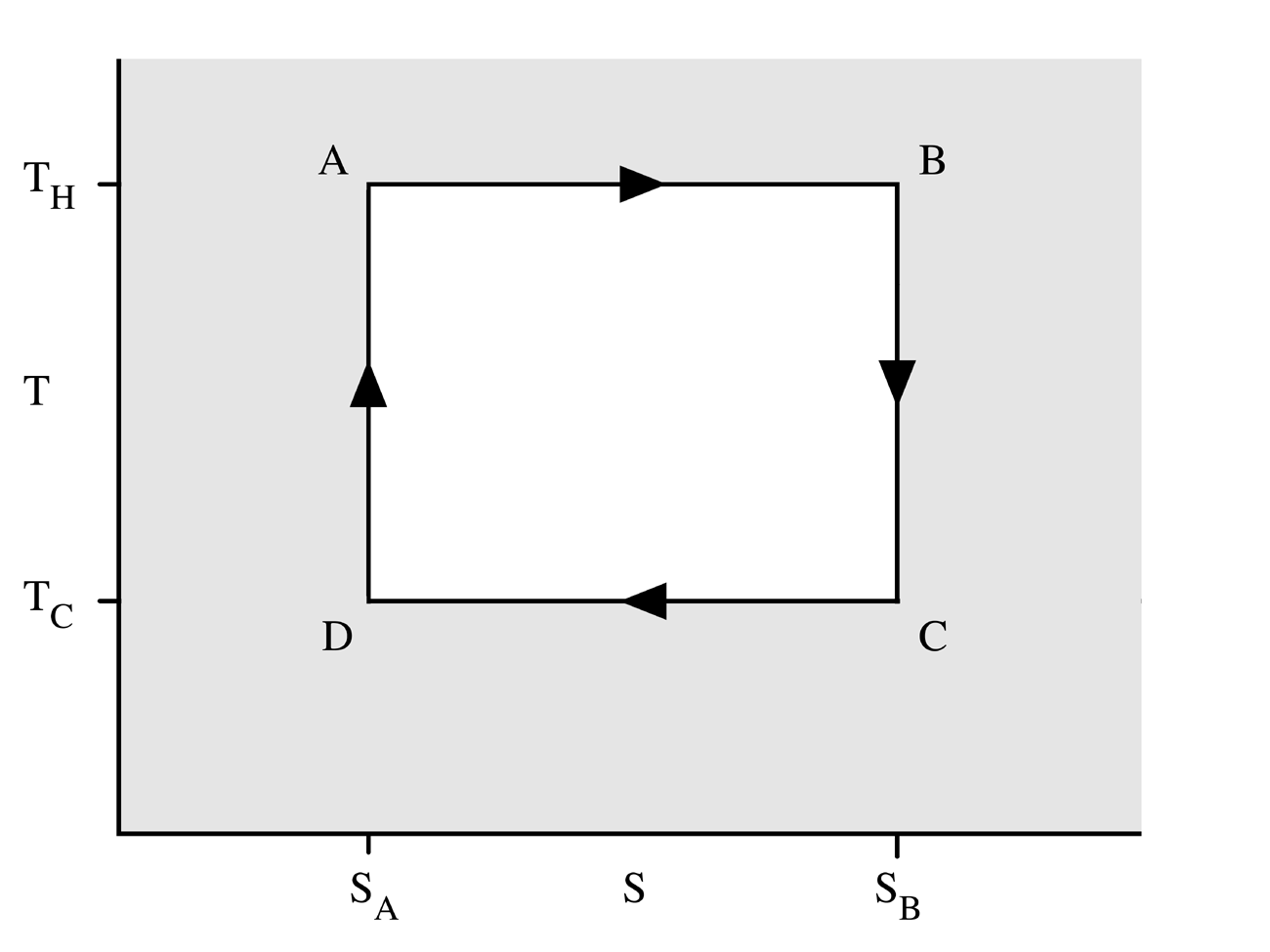
Rappresentazione di un ciclo di Carnot nel piano. I tratti e corrispondono alle due trasformazioni isoterme, mentre i tratti e alle due trasformazioni adiabatiche isoentropiche. L'area racchiusa nel rettangolo equivale al calore scambiato durante il ciclo.

Il diagramma entropico è un diagramma cartesiano ad assi ortogonali nei quali compare in ascissa il valore dell'entropia {\displaystyle S} e in ordinata quello della temperatura {\displaystyle T}.
Può essere utilizzato per mettere in relazione la variazione di temperatura con la variazione di entropia.
Il suo uso è molto frequente in termodinamica, per le proprietà che si possono ricavare dalla lettura di una trasformazione termodinamica espressa in questo diagramma.

## Proprietà
- Le curve isoterme sono rappresentate da rette orizzontali di equazione {\displaystyle T=\mathrm {cost.} }
- Le curve isoentropiche sono rappresentate da rette verticali di equazione {\displaystyle S=\mathrm {cost.} }
- Le isobare del gas ideale sono linee inclinate a pendenza crescente. Le isocore hanno pendenza ancor maggiore rispetto alle isobare.
- La sottotangente cartesiana alla curva rappresenta il calore specifico della trasformazione che la curva stessa rappresenta. Da ciò consegue che una curva a pendenza positiva avrà un calore specifico positivo, mentre una curva a pendenza negativa avrà un calore specifico negativo per cui vi è cessione di calore unitamente all'aumento della temperatura (con cessione di entropia).
- Un processo ciclico internamente reversibile che compie un cammino orario dà in totale una quantità di lavoro positiva, pari all'area all'interno del ciclo. Infatti, per il secondo principio della termodinamica, vale l'equivalenza fra una quantità di calore e l'integrale di {\displaystyle T\,\mathrm {d} S}, mentre per il primo principio della termodinamica vale l'equivalenza metrologica fra calore e lavoro.